# Cantonul Manosque-Sud-Ouest
Cantonul Manosque-Sud-Ouest este un canton din arondismentul Forcalquier, departamentul Alpes-de-Haute-Provence, regiunea Provence-Alpes-Côte d'Azur, Franța.

## Comune
- Manosque (parțial, reședință)
- Montfuron
- Pierrevert